# Pareuchiloglanis rhabdurus
Pareuchiloglanis rhabdurus és una espècie de peix de la família dels sisòrids i de l'ordre dels siluriformes que es troba al nord del Vietnam.